# Siegfried Göthel
Siegfried Göthel (* 2. September 1942 in Hannover; † 2004) war ein deutscher Trompeter, Kammermusiker und Hochschullehrer.

## Leben
Als Trompeter wirkte Göthel als Mitglied im Niedersächsischen Symphonie-Orchester in Hannover, bevor er zum 1. September 1969 als Nachfolger von Erwin Wolf als Trompeter und mit dem Titel Kammermusiker Mitglied des Niedersächsischen Staatsorchesters Hannover wurde.
Zum 31. Dezember 1970 wechselte Göthel zum Rundfunkorchester Hannover.
Zum 1. September 1981 übernahm Siegfried Göthel eine Professur für Trompete an der hannoverschen Hochschule für Musik und Theater, an der er bis zu seinem Tod 2004 wirkte. In diesen Jahren wurde er zeitweilig durch seinen ehemaligen Schüler Jörn Schulze vertreten.
Siegfried Göthel wirkte zudem als Obermusikmeister des Musikcorps der Freiwilligen Feuerwehr im hannoverschen Stadtteil Wettbergen, eine Position, die nach seinem Ableben längere Zeit vakant blieb, bis um das Jahr 2004 ein ehemaliger Schüler Göthels als dessen Nachfolger für das Ehrenamt verpflichten werden konnte.

## Schüler (Auswahl)
- Stephan Graf[6]
- Jörn Schulze[4]
- Frank Trudwig[7]
- Christian Wöbking[8]